# Escalada esportiva nos Jogos Pan-Americanos de 2023
As competições de escalada esportiva nos Jogos Pan-Americanos de 2023 em Santiago, no Chile aconteceram entre 21 e 24 de outubro de 2023, nos Muros de Escalada Parque Cerrillos, em Cerrillos. Foi estreia do esporte nos Jogos Pan-Americanos, após ter sido incorporado ao programa esportivo em dezembro de 2021.
Um total de 68 atletas escaladores competiram nos quatro eventos, dois de velocidade e dois do combinado boulder e dificuldade.

## Qualificação
Cada Comitê Olímpico Nacional poderia classificar no máximo três atletas por evento, totalizando 12 (seis homens e seis mulheres). O ranking mundial de 12 de agosto de 2023 atribuiu 58 vagas, enquanto um torneio qualificatório determinou o restante das vagas (10 cotas). A nação anfitriã, Chile, garantiu um atleta por evento (quatro no total, dois por gênero).

## Nações participantes
Um total de 11 CONs classificaram escaladores. O número de competidores classificados está em parênteses.
- ARG Argentina (6)
- BRA Brasil (7)
- CAN Canadá (10)
- CHI Chile (10)
- EAI Equipe de Atletas Independentes (1)
- ECU Equador (6)
- USA Estados Unidos (12)
- MEX México (9)
- PER Peru (2)
- PUR Porto Rico (1)
- VEN Venezuela (4)

## Medalhistas
Masculino
| Evento                         | Ouro                             | Prata                            | Bronze                           |
| ------------------------------ | -------------------------------- | -------------------------------- | -------------------------------- |
| Velocidade detalhes            | Sam Watson USA Estados Unidos    | Noah Bratschi USA Estados Unidos | Carlos Granja ECU Equador        |
| Boulder + dificuldade detalhes | Jesse Grupper USA Estados Unidos | Sean Bailey USA Estados Unidos   | Zachary Galla USA Estados Unidos |

Feminino
| Evento                         | Ouro                                | Prata                              | Bronze                   |
| ------------------------------ | ----------------------------------- | ---------------------------------- | ------------------------ |
| Velocidade detalhes            | Piper Kelly USA Estados Unidos      | Emma Hunt USA Estados Unidos       | Andrea Rojas ECU Equador |
| Boulder + dificuldade detalhes | Natalia Grossman USA Estados Unidos | Brooke Raboutou USA Estados Unidos | Alannah Yip CAN Canadá   |

## Quadro de medalhas
| Ordem | País               | Medalha de ouro | Medalha de prata | Medalha de bronze |    |
| ----- | ------------------ | --------------- | ---------------- | ----------------- | -- |
| 1     | USA Estados Unidos | 4               | 4                | 1                 | 9  |
| 2     | ECU Equador        |                 |                  | 2                 | 2  |
| 3     | CAN Canadá         |                 |                  | 1                 | 1  |
| TOTAL | TOTAL              | 4               | 4                | 4                 | 12 |